# Igloolik
Igloolik – innuicka wioska w Nunavut w północnej Kanadzie. Chociaż znajduje się na niewielkiej wyspie o tej samej nazwie, często bywa lokalizowana na Półwyspie Melville’a, z którą sąsiaduje. Liczy 1400 mieszkańców.
Nazwa Igloolik oznacza w inuktitut tyle co „tutaj jest igloo”.
Merem Igloolik jest Lucassie Ivalu.

## Historia
Wykopaliska na Półwyspie Melville’a pokazały, iż te tereny były zamieszkane już w 2000 p.n.e. Pierwsi Europejczycy dotarli tutaj w 1822. Brytyjskimi statkami dowodził kapitan William Edward Parry. W 1867 i 1868 wyspę odwiedził amerykański podróżnik Charles Francis Hall.
W latach 30. XX wieku założona została w wiosce misja Kościoła rzymskokatolickiego (obecnie 45% mieszkańców to katolicy). W wiosce działa centrum badawcze zajmujące się dokumentacją tradycji i technologii kultury innuickiej. Prowadzone są również badania nad ruchami górotwórczymi i klimatem.